# Eurypterus
Eurypterus – rodzaj wielkoraków z rodziny Eurypteridae. Znanych jest około 15 gatunków, opisanych na podstawie licznych skamieniałości datowanych na sylur, znajdywanych w Ameryce Północnej i Europie. 
Gatunkiem typowym jest Eurypterus remipes, który był też pierwszym opisanym naukowo wielkorakiem. DeKay uznał go prawidłowo za stawonoga, podczas gdy wcześniej Mitchill w 1818 opisywał podobne skamieniałości jako należące do sumowatych.

## Gatunki
- Eurypterus de Kay, 1825
- = Baltoeurypterus Størmer, 1973
  - ?Eurypterus cephalaspis Salter, 1856
  - Eurypterus dekayi Hall, 1859

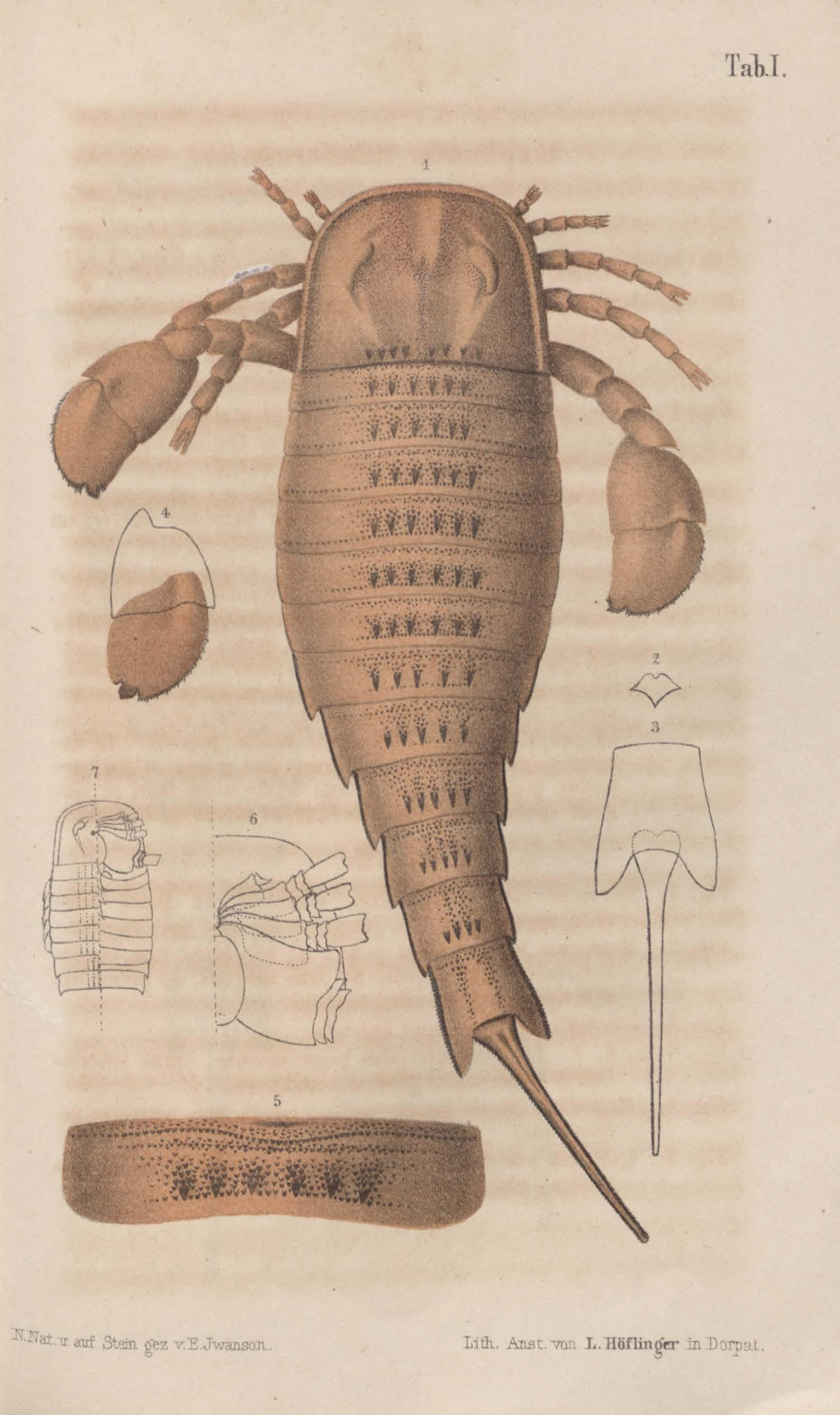
Tablica I z rozprawy Jana Nieszkowskiego o wielkoraku Eurypterus ramipes

  - Eurypterus flintstonensis Swartz, 1923
  - Eurypterus hankeni Tetlie, 2006
  - Eurypterus henningsmoeni (Tetlie, 2002)
  - Eurypterus laculatus Kjellesvig-Waering, 1958
  - Eurypterus lacustris Harlan, 1834
    - syn. Eurypterus pachycheirus  Hall, 1859
    - syn. Eurypterus robustus Hall, 1859

  - Eurypterus leopoldi Tetlie, 2006
  - Eurypterus megalops Clarke & Ruedemann, 1912
  - ?Eurypterus minor Laurie, 1899
  - Eurypterus ornatus Leutze, 1958
  - Eurypterus pittsfordensis Sarle, 1903
  - Eurypterus quebecensis Kjellesvig-Waering, 1958
  - Eurypterus remipes DeKay, 1825
    - syn. = Carcinosoma trigona (Ruedemann, 1916)

  - Eurypterus serratus (Jones & Woodward, 1888)
  - Eurypterus tetragonophthalmus Fischer, 1839
    - syn. Eurypterus fischeri Eichwald, 1854
    - syn. Eurypterus fischeri  var. rectangularis Schmidt, 1883